# Задача синхронизации стрелков

Неполное решение: роботов с 4 состояниями синхронизируются за тактов (на такт дольше оптимума). Видна волна сигналов, прошедшая через весь строй и отразившаяся обратно. Сигнал к выстрелу — у тебя флаг, у соседей ружьё (или наоборот).

Зада́ча синхрониза́ции стрелко́в — задача из области информатики и теории клеточных автоматов.
Впервые предложена Джоном Майхиллом в 1957 году и опубликована (с решением) в 1962 году Эдвардом Муром. Название связано с поведением солдат при расстреле или ружейном салюте — все солдаты стреляют одновременно по сигналу.
Формулируется следующим образом: можно ли так запрограммировать одномерный клеточный автомат конечной длины, чтобы из стартового состояния G●●…●●● все клетки одновременно перешли в состояние FFF…FFF, независимо от длины цепочки, если обязательно правило перехода ●●●→● и его аналоги для концов цепочки ⌀●●→●, ●●⌀→●? Простым языком:
- {\displaystyle n\geqslant 2} роботов (конечных автоматов) с ружьями стоят шеренгой. У автоматов как минимум три состояния ●, G и F — «исходное», «командир» и «выстрел». Помимо этих трёх, можно добавить сколько угодно промежуточных состояний.
- Роботы действуют независимо по одной программе и общаются только по цепочке: по сигналам барабана (синхронизатора) в зависимости от своего состояния в момент {\displaystyle t-1} и состояния двух соседей переходят в новое состояние. Исключение — крайние роботы, у которых только один сосед; у них собственные программы.
- Все три программы, если робот и его соседи в исходном состоянии, ничего не должны делать.
- Все роботы стоят в исходном состоянии и ничего не делают. В момент {\displaystyle t=0} крайнего левого переводят в состояние «командир».
- Существуют ли такие три программы (набор состояний и три комплекта правил перехода — для командира, замыкающего и остальных роботов), чтобы при любом {\displaystyle n} они передали по цепочке приказ командира и одновременно (на одном ударе барабана) перешли в состояние «выстрел»?

Поскольку сигнал распространяется по шеренге со скоростью 1 позиция за такт (в теории клеточных автоматов это называется «скорость света»), очевидно, время синхронизации будет возрастать с возрастанием {\displaystyle n}.
Программист, чтобы решить задачу на строях разумной длины, добавил бы роботу несколько счётчиков — но это означает, что у робота, оснащённого 16-битным счётчиком, 65536 состояний. А в теории роботы должны работать на строях любой конечной длины — и миллионы, и миллиарды.

## История
Существует ли решение задачи синхронизации стрелков в пять состояний — для всякого {\displaystyle n}, не обязательно оптимальное по времени?
Первое решение этой задачи было найдено Джоном Маккарти и Марвином Мински и было опубликовано в Sequential Machines Эдвардом Муром.
Решение, требующее минимальное время, было найдено в 1962 профессором Эйити Гото из МТИ. Оно использует несколько тысяч состояний и требует ровно {\displaystyle 2n-2} единиц времени для {\displaystyle n} роботов. Легко доказывается (см. ниже), что более эффективных по времени решений не существует.
Оптимальное решение, использующее всего шесть состояний (включая конечное «выстрел»), было найдено Жаком Мазойером в 1987 году. Ранее Роберт Бальцер компьютерным перебором доказал, что решений с четырьмя состояниями клеток не существует. Питер Сандерс позднее выяснил, что поисковая процедура Бальцера была неполной, однако исправив процедуру, получил тот же результат. В 2010-е эволюционным перебором получены сотни разных решений с шестью состояниями. До сих пор неизвестно, существует ли решение с пятью состояниями клеток.
Также пытаются побить рекорд по количеству задействованных правил перехода (включая требуемое, но неиспользуемое правило для командира ⌀●●→●. В решении Мазойера 119 правил. Существует неоптимальное по времени решение с шестью состояниями и 78-ю правилами, и оптимальное — с 80-ю.
Находят неполные решения с четырьмя состояниями — например, синхронизирующие шеренгу из {\displaystyle 2^{m}} роботов.

## Простейшее решение
Простейшее решение задачи описывает две волны состояний, распространяющиеся по шеренге роботов, одна из которых движется в три раза быстрее другой. Быстрая волна отражается от дальнего края ряда и встречается с медленной в центре. После этого две волны разделяются на четыре, движущиеся в разные стороны от центра. Процесс продолжается, каждый раз удваивая число волн, пока длина отрезков ряда не станет равной 1. В этот момент все роботы стреляют. Это решение требует {\displaystyle 3n} единиц времени для {\displaystyle n} солдат.

## Решение, требующее минимального времени
Здесь описано достаточно простое решение из 16 состояний, описанное Абрахамом Ваксманом в 1966 году. Командир посылает соседнему роботу сигналы {\displaystyle S_{1},~~S_{2},~~S_{3}~~\dots ~~S_{i}\dots } с частотами {\displaystyle 1,~{\frac {1}{3}},~{\frac {1}{7}},~\dots ~{\frac {1}{2^{i-1}-1}}\dots } Сигнал {\displaystyle S_{1}} отражается от правого края ряда и встречает сигнал {\displaystyle S_{i}} (для {\displaystyle i\geq 2}) в ячейке {\displaystyle n/2^{i-1}.} Когда {\displaystyle S_{1}} отражается, он также создает нового командира на правом конце.
Сигналы {\displaystyle S_{i}} генерируются с использованием вспомогательных сигналов, распространяющихся влево. Каждый второй момент времени обычный сигнал генерирует вспомогательный сигнал, распространяющийся влево. {\displaystyle S_{1}} движется самостоятельно со скоростью 1, тогда как более медленные сигналы движутся только при получении вспомогательных сигналов.

## Доказательство минимального времени
Если между командиром (инициатором стрельбы) и ближайшим концом {\displaystyle k} роботов, на синхронизацию нужно не менее {\displaystyle 2n-2-k} шагов.
Частный случай: если командир на краю — то {\displaystyle 2n-2} шага.

Общее соображение. Чтобы система работала на строях произвольной длины, некая «волна» должна пройти сначала до дальнего от командира конца, а потом до противоположного, что и даёт {\displaystyle 2n-2-k}.
Доказательство. Допустим, существует тройка программ, которая решает задачу синхронизации, и для некоторых {\displaystyle n} и {\displaystyle k} сумеет выстрелить за {\displaystyle t<2n-2-k}. Считаем, что командир ближе к левому концу.
Любой сигнал проходит от робота к роботу не быстрее, чем с так называемой «скоростью света» — 1 позиция за такт времени. Действия первого робота в момент {\displaystyle t} зависят от первых двух роботов на момент {\displaystyle t-1}, от первых трёх на момент {\displaystyle t-2}, …, от всех {\displaystyle n} роботов на момент {\displaystyle t_{1}=t-(n-1)\leqslant n-2-k}. В этот момент последний робот всё ещё в исходном состоянии (сигнал к нему приходит к моменту {\displaystyle n-1-k}).
А значит, если добавить к правому концу ещё {\displaystyle (n+2)}-х роботов, в момент {\displaystyle t_{1}} состояние первых {\displaystyle n} роботов будет таким же, для первого робота ничего не изменится, и он выстрелит на том же шаге {\displaystyle t}. Последний {\displaystyle (2n+2)}-й на шаге {\displaystyle t} останется в исходном состоянии — до него сигнал не успеет дойти. Так что данная тройка программ — не решение. Противоречие.
Точно так же доказывается и другая нижняя грань, {\displaystyle n-1+k} шагов, но число {\displaystyle 2n-2-k} не меньше.
Примечание. Дополнительные требования к {\displaystyle n} и {\displaystyle k}, если {\displaystyle n} не ограничено сверху, могут дать выигрыш по количеству состояний, но не по времени, и действительно существует обобщение решения Ваксмана из 17 состояний, работающее для любых {\displaystyle n} и {\displaystyle k} за {\displaystyle 2n-2-k} шагов.

## Обобщения
Было предложено и изучено несколько более общих формулировок задачи, включая ряды с произвольным расположением командира, замкнутые кольца, квадраты, кубы, графы Кэли и графы общего вида.
Удалось найти существование решения для линейного строя, если каждый робот должен дать сигнал за {\displaystyle \tau _{i}} тактов до выстрела, робот знает максимальное и своё {\displaystyle \tau _{i}}, и соответственно программируется, при этом роботы с одинаковой задержкой будут иметь одинаковые программы. Простейшее решение — дать роботам {\displaystyle \max \tau _{i}} дополнительных состояний и столько же тактов на синхронизацию, но можно обойтись и без этой задержки, если строй достаточно длинный. Сложность каждой отдельной программы {\displaystyle a^{2\max \tau _{i}+1}} (по сути, он помнит состояние {\displaystyle 2\max \tau _{i}+1} робота из классической задачи).
Разновидность задачи византийских генералов, когда все исправные процессоры должны синхронизироваться в отсутствие сигналов точного времени, независимо от работы процессоров-вредителей, обозвали «византийской задачей синхронизации стрелков».
| Форма строя                                                         | Минимальное время                                 |
| ------------------------------------------------------------------- | ------------------------------------------------- |
| Шеренга, между командиром и ближним краем {\displaystyle k} роботов | {\displaystyle 2n-2-k}                            |
| Кольцо                                                              | {\displaystyle n-1}                               |
| Кольцо с односторонним распространением информации                  | {\displaystyle 2n-2}                              |
| Каре {\displaystyle m\times n} с командиром на углу                 | {\displaystyle m+n+\operatorname {max} \{m,n\}-3} |
| Квадрат {\displaystyle n\times n} с командиром на углу              | {\displaystyle 2n-2}                              |
| Куб {\displaystyle n\times n\times n} с командиром в вершине        | {\displaystyle 3n-3}                              |